# Xi2 Canis Majoris
Pour les articles homonymes, voir Xi Canis Majoris.
Désignations
Xi2 Canis Majoris (en abrégé ξ2 CMa) est une étoile binaire de la constellation australe du Grand Chien. Elle est visible à l'œil nu avec une magnitude apparente de 4,54. Le système présente une parallaxe annuelle de 8,03 mas mesurée par le satellite Gaia, ce qui permet de déterminer qu'il est distant d'environ ∼ 406 a.l. (∼ 124 pc) de la Terre. Il s'en éloigne à une vitesse radiale héliocentrique de +22 km/s.
Xi2 Canis Majoris est une binaire astrométrique. Sa nature binaire a été révélée par des changements dans le mouvement propre de la composante visible. Buscombe (1962) a classé l'étoile visible comme une étoile blanche de la séquence principale de type spectral A0 V. Cependant, Houk et Smith-Moore (1988) l'ont classée comme une géante blanche plus évoluée de type spectral A0 III. L'étoile est âgée de 339 millions d'années et elle tourne rapidement sur elle-même à une vitesse de rotation projetée de 145 km/s. Elle est 224 fois plus lumineuse que le Soleil et sa température de surface est de 8 799 K.